# 알페데나
알페데나(이탈리아어: Alfedena)는 이탈리아 아브루초주 라퀼라도에 있는 코무네이다.